# Swanton (village, Vermont)
Pour les articles homonymes, voir Swanton.
Swanton est un village à l'intérieur de la municipalité de Swanton dans l'État du Vermont aux États-Unis. Sa population était de 2 328 habitants en 2020.
Le nom du village provient probablement du nom d'un officier britannique, le capitaine William Swanton, ou du village de Swanton, près de Maidstone dans le comté anglais du Kent.
Swanton est une des rares places au Vermont ou les Amérindiens ont une résidence permanente. De  1700 à 1758, l'important village Abenaki de Missisiasuk était situé sur la rivière Missisquoi. Le nom du village, qui veut dire « le peuple de la grande prairie herbeuse », nous aident à la traduction du nom Missiquoi qui veut dire « grande prairie herbeuse. » Le nom Abenaki pour l'embouchure de la rivière était Maskwenozakek, qui veut dire « l'endroit où le maskinongé abonde », qui aurait une raison suffisante pour établir un village tout près.

## Démographie
D'après le bureau de recensement américain, 38 % de la population de Swanton est d'origine canadienne-française, 12 % Irlandais, 10 % Anglais et 9 % Amérindiens.

## Historique
La ville de Swanton fut créée en 1763 comme une concession du New Hampshire par Benning Wentworth, le gouverneur de la province du New Hampshire. Il a été nommé pour le capitaine William Swanton, officier dans l'armée britannique, qui avait voyagé à travers la zone lors de la guerre de Sept Ans.  
Il y avait des seigneuries de la Nouvelle-France au début de 1734 et des petits villages canadiens, y compris une mission catholique dans ce qui est maintenant Swanton dès 1740, quand les colons du Québec ont utilisé une voie navigable reliant Québec et Montréal pour atteindre les rives de la rivière Missisquoi près de ce que l'on appelle maintenant Swanton Falls.
Aucun des bénéficiaires originales de la Charte reçu par le gouverneur Wentworth ont résidé à Swanton, optant plutôt de vendre ou d'échanger leurs actions. En raison de sa proximité avec la frontière canadienne, elle n'était pas peuplée par les colons britanniques dans les années 1760 et 1770, ou par la nouveau pays des États-Unis dans les années 1770 et 1780, ou par la république du Vermont au début des années 1780. Jusqu'en 1786, Ira Allen détenait 59 des 64 concessions originales.  
En 2013, des artefacts humains datant d'il y a 7 000 ans ont été trouvés près de la rivière Missisquoi, y compris un objet type Neville qui aurait été attachée à une lance.